# سرین‌چائیر (گوله)
سرین‌چائیر (به ترکی استانبولی: Serinçayır) یک منطقهٔ مسکونی در ترکیه است که در گوله (شهر) واقع شده‌است.